# ورمن سوپریم
ورمن لاو سوپریم هنرمند و فعال آمریکایی است که در شماری از انتخاباتهای محلی، ایالتی و ملی آمریکا رقابت کرده‌است.
او اعلام کرده‌است در صورت انتخاب شدن به ریاست جمهوری آمریکا قانونی برای الزام همه مردم به مسواک زدن تصویب کند. دیگر وعده او یک اسبچه مجانی برای هر آمریکایی است.